# One Time
"One Time" é uma canção gravada pelo cantor canadense Justin Bieber, foi produzida e escrita por Christopher "Tricky" Stewart, Terius "The-Dream" Nash e Kuk Harrell, da RedZone Entertainment, além de contar também com produção da dupla JB & Corron e lançada como o primeiro single de Justin, contida em seu álbum de estréia, My World. Foi lançada primeiramente nas rádios em 17 de maio de 2009. Mais tarde, foi liberada para download digital nos Estados Unidos e Canadá em 7 de julho de 2009, e em diversos outros países durante o outono de 2009. É uma canção de pop, R&B e hip hop, que tem como temática um romance adolescente.
Uma versão acústica da canção, intitulada "My Heart Edition", foi lançada no iTunes em 21 de dezembro de 2009. "One Time" alcançou as vinte primeiras posições das paradas musicais do Reino Unido, Alemanha, Bélgica, França, Nova Zelândia Canadá e Estados Unidos, sendo certificada como platina nos dois últimos países citados. O videoclipe da canção, dirigido por Vashtie Kola, mostra Bieber em uma festa, com a presença do cantor Usher e de seu amigo Ryan Butler.

## Faixas e outras versões
O CD single da música é composto por duas faixas, a primeira trata-se da versão de álbum do "One Time" e a segunda é uma versão ao vivo do da canção do álbum My World, "Love Me".
| CD single      |                            |         |  |
| N.º            | Título                     | Duração |  |
| 1.             | "One Time" (versão single) | 3:43    |  |
| 2.             | "Love Me"                  | 3:54    |  |
| Duração total: | Duração total:             | 7:21    |  |

### My Heart Edition
Uma versão acústica de "One Time" tinha previsão de ser lançada em 27 de outubro de 2009 no iTunes. No entanto, os planos foram alterados, e uma semana antes do lançamento, Justin anunciou que uma nova canção chamada "Love Me", seria lançada. A canção foi lançada em 21 de dezembro de 2009, um dia antes do previsto. Kyle Anderson da MTV afirmou que "sua trilha original e a tecnologia é uma coisa que apenas a voz de Bieber é capaz de fazer". Bieber realizou a versão acústica da canção quando ele estreou em True Jackson, VP, durante uma sessão ao vivo com a MTV e em Blue Peter. A versão fez parte da trilha sonora do álbum de compilação Radio Disney Jams, Vol. 12.

## Antecedentes
A canção foi composta pelos produtores de hip-hop e R&B Christopher "Tricky" Stewart, Terius "The-Dream" Nash e Kuk Harrell. Antes de escreverem a primeira música de Bieber, eles já produziram músicas como "Single Ladies" de Beyoncé, "Obsessed" de Mariah Carey e "Throw It in the Bag" do rapper Fabolous. O cantor gravou a faixa na cidade de Savannah, no estado americano da Geórgia que fica a algumas horas de sua atual casa em Atlanta.

## Composição
"One Time" é uma balada de andamento lento. O About.com a descreveu como uma canção com um "ritmo mais sólido". A música tem um ritmo moderado e com uma introdução em que Bieber canta várias vezes: "Eu e você/ Vou te dizer uma vez," os versos são cantados com o apoio do R&B e com o fundo do mesmo ritmo moderado antes de começar o refrão: "Seu mundo é o meu mundo / Minha luta é a sua luta / Minha respiração é a sua respiração / E o seu coração é meu coração". Bieber vai para o centro da canção, mas ele é um pouco mais lento ao conduzir um verso ao outro.

## Crítica profissional
| Críticas profissionais | Críticas profissionais |
| Avaliações da crítica  | Avaliações da crítica  |
| Fonte                  | Avaliação              |
| ---------------------- | ---------------------- |
| About.com              | [ 3 ]                  |

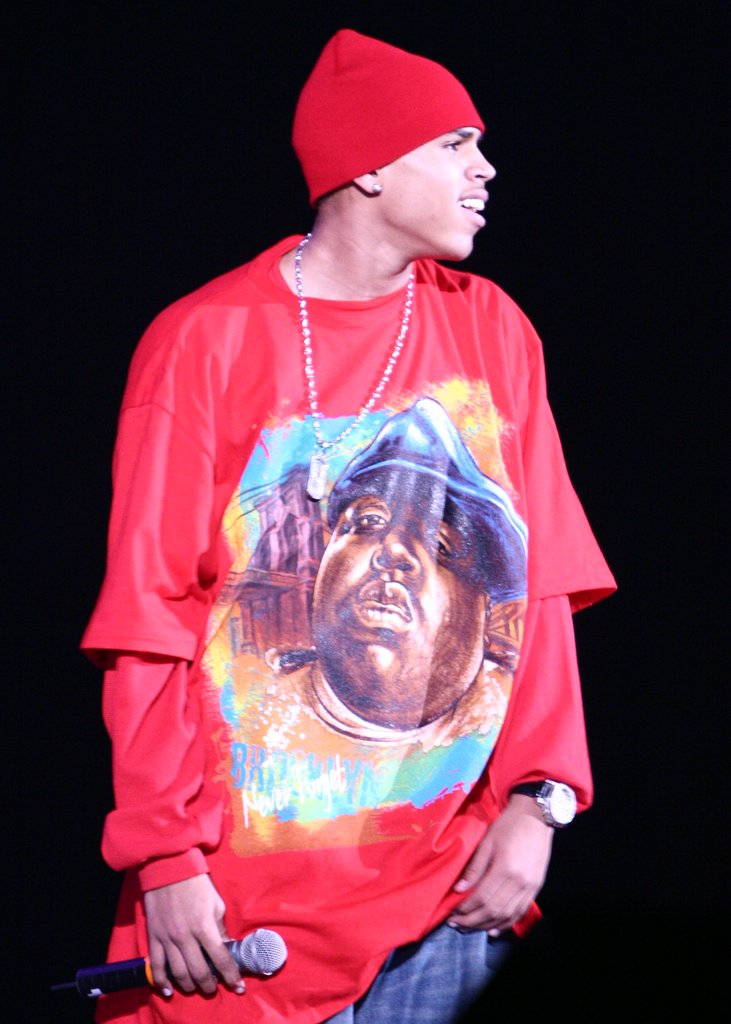
A música foi comparada aos primeiros trabalhos do cantor Chris Brown.

Bill Lamb do About.com disse que a canção é perfeita para a carreira de Bieber, notando que a música tinha um efeito jovem como o de Chris Brown, elogiou a produção de The-Dream e Tricky Stewart por terem feito um trabalho único e contemporâneo na canção. No entanto, Lamb também criticou a música por ser muito "genérica" e isso fez com que Justin tivesse pouco espaço para mostrar sua voz. Michael Menachem da Billboard  disse que ela é uma "canção pop que marca um adolescente prevalente do hip-hop". Comparou Bieber com Brown e disse que Justin nos faz lembrar das estreias vocais de Brown, quando ele também tinha 15 anos e estava no auge do sucesso. Ao contrário de Bill Lamb, Menachem disse que a música deu muita voz e espaço para Bieber brilhar com a confiança que ele aparece na canção.
Leah Greenblat do Entertainment Weekly considerou a música um dos temas mais quentes do outono de 2009, dizendo que o pop de Justin está adequado ao amor jovem. O redator Nick Levine da revista britânica Digital Spy qualificou a canção com três estrelas de cinco, elogiando o refrão da canção afirmando que é cativante o suficiente para ficar o dia inteiro em sua cabeça, definindo como "música chiclete". Levine também criticou o conteúdo lirico da música, afirmando que é perfeita para apenas uma faixa etária de idade, "os adolescentes".
Andy Kellman  do site Allmusic chamou Bieber de "pré-fabricado do pop" o-comparando com os cantores Chris Brown e Ne-Yo", concluindo que a obra "não têm um alto nível de qualidade, mas o cantor chega perto com seu charme agudo-puro e sua habilidade natural". Allison Stewart da Washington Post chamou-a de "modesta" e a elegeu como a terceira melhor faixa do álbum.

## Desempenho nas paradas musicais
A canção entrou no posto noventa e cinco no Billboard Hot 100 em 25 de julho de 2009 e permaneceu nas paradas por quase seis meses até atingir a posição de número dezessete. Embora a música não tenha ganhado força até chegar ao fim de 2009, conseguiu a colocação oitenta e nove nas paradas de final de ano da Billboard Hot 100, e oitenta e um nas paradas de fim de ano do Canadian Hot 100. Foi também o número setenta e cinco no "Year End Hot Digital Singles". Depois de ficar fora das vinte primeiras posições por algumas semanas, em 9 de janeiro de 2010, devido ao lançamento da versão "One Time: My Heart Edition" no iTunes, aumentou as vendas do EP My World e a canção passou do número quarenta e sete para dezessete, atingindo uma nova posição no gráfico. Estreou na parada Pop Songs no número oitenta e quatro como a maior estreia da semana. Até chegar a quatorze colocação. Alcançou o emprego de número doze no Canadá, onde permaneceu por vinte semanas consecutivas. O single foi certificado como platina no Canadá em setembro de 2009, nos Estados Unidos em janeiro de 2010, já tendo vendido 1 milhão de cópias.
A canção também obteve sucesso internacional. Estreou na vigésima sexta posição na Bélgica e chegou ao doze no gráfico, que equivale ao sessenta e dois no gráfico principal. A música estreou na Áustria em setenta e um, e atingiu no máximo o número trinta, permanecendo por onze semanas. "One Time" estreou na posição quatorze na Alemanha, que foi sua maior posição no gráfico, no Reino Unido desempenhou-se na décima primeira posição. Na Irlanda, estreou em quarenta e cinco no Irish Singles Chart. A faixa também alcançou a sexta posição na Nova Zelândia e a décima terceira na França.

## Vídeo musical

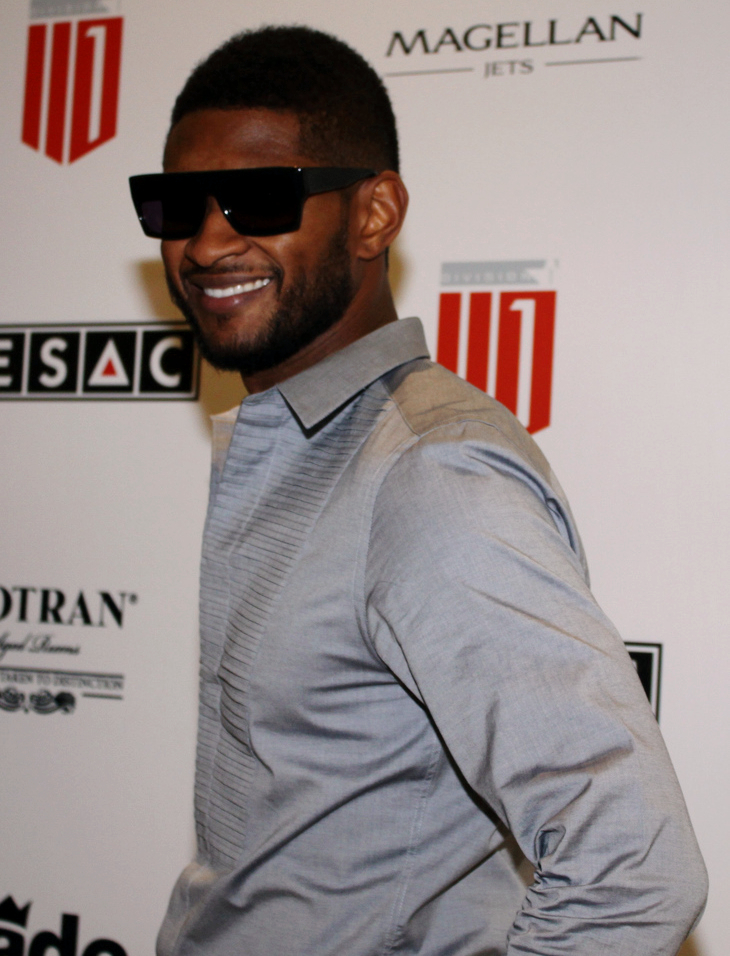
Usher Raymond at the Division 1 Launch Party 2010.

O vídeo musical, dirigido por Vashtie Kola, foi publicado por Bieber em sua conta no YouTube em 13 de junho de 2009, quase um mês antes do single ser lançado no iTunes. O mentor de Bieber, Usher, e um de seus melhores amigos, Ryan Butler fazem uma aparição no vídeo. No vídeo, Bieber usa um moletom cinza com capuz e maliciosamente sorri para a câmera. Em janeiro de 2010, o vídeo já tinha sido assistido mais de 100 milhões de vezes na internet. Bieber fez um comentário dizendo: "Foi muito legal eu ter ficado rindo de frente a minha webcam para aparecer nos vídeos profissionais." Em uma análise do vídeo, Leah Greenblat disse:
| “ | Bieber parece compartilhar muitas qualidades que construiram os seus ídolos para ele se tornar um superstar como eles se tornaram, com uma voz clara e flexível. | ” |

No videoclipe, Bieber e Butler aparecem na casa de Usher jogando vídeo game. Bieber recebe um telefonema de Usher, que pergunta se ele poderia ficar na casa até ele voltar. Após concordar, o cantor resolve dar uma festa na casa do mentor e tenta se aproximar de uma garota, interpretada por Kristen Rodeheaver, mas no final do vídeo, quando eles estão sentados em uma piscina, ela o beija na bochecha e vai embora. Então ele se levanta e é pego no flagra por Usher dando uma festa em sua casa.

## Performances ao vivo

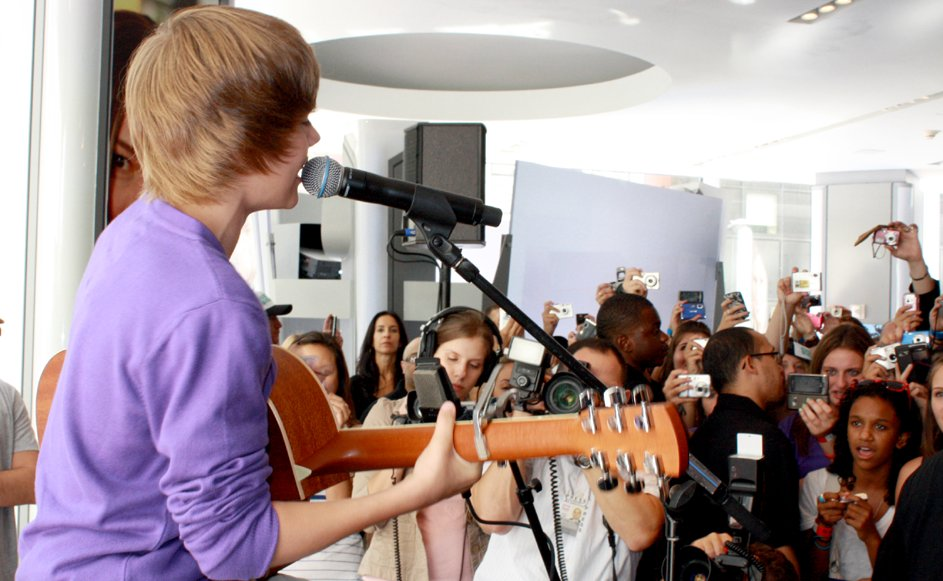
Justin Bieber fazendo uma performance ao vivo de "One Time" na Nintendo World Store.

Bieber interpretou a canção durante sua turnê promocional pelos Estados Unidos. Internacionalmente, ele a cantou no programa The Dome. Tanto que ele também fez uma performance ao vivo de "One Time" no MTV Video Music Awards em 2009 e no YTV em 26 de setembro de 2009 e também no Today Show. Ele também cantou a canção no The Ellen DeGeneres Show em 3 de novembro de 2009, no Good Morning America em 15 de novembro de 2009, no Lopez Tonight em 17 de novembro de 2009 e no The Wendy Williams Show em 27 de novembro de 2009. O single foi o último cantado por Justin quando ele abriu dois shows para Taylor Swift no Reino Unido, durante a Fearless Tour. Em 23 de novembro de 2009, durante o show em Londres, Bieber fraturou o pé no início da canção, mas mesmo com a fratura conseguiu executar a canção até o fim. Ele também conseguiu cantar na noite seguinte em Manchester, com um número limitado de dançarinos. Após fazer algumas aparições na televisão, a Urban Behavior Tour e a Fearless Tour, Justin cantou a música em Las Vegas para o especial Dick Clark's New Year's Rockin' Eve with Ryan Seacrest em 31 de dezembro de 2009. Ao promover seu álbum no Reino Unido, Bieber executou uma versão acústica de "One Time" e um solo de bateria no programa de televisão Blue Peter em 12 de janeiro de 2010 e foi transmitido pela BBC. Ele também atuou no The Early Show como parte de sua participação no Super Bowl 2010.

## Paradas musicais
| País/Parada (2009–2010)            | Melhor posição |
| ---------------------------------- | -------------- |
| Alemanha - Media Control Charts    | 14             |
| Austrália - ARIA Charts            | 23             |
| Áustria - Ö3 Austria Top 40        | 30             |
| Bélgica - Ultratop 50 (Flanders)   | 62             |
| Bélgica - Ultratop 40 (Wallonia)   | 44             |
| Brasil - Billboard Brasil          | 15             |
| Canadá - Canadian Hot 100          | 12             |
| Europa - European Hot 100          | 29             |
| França - SNIEP                     | 13             |
| Irlanda - Irish Singles Chart      | 31             |
| Nova Zelândia - RIANZ              | 6              |
| Suécia - Sverigetopplistan         | 55             |
| Suíça - Swiss Singles Chart        | 66             |
| Reino Unido - UK Singles Chart     | 11             |
| Estados Unidos - Billboard Hot 100 | 17             |
| Estados Unidos - Pop Songs         | 14             |

| País/Parada (2009)                 | Melhor posição |
| ---------------------------------- | -------------- |
| Canadá - Canadian Hot 100          | 81             |
| Estados Unidos - Billboard Hot 100 | 89             |
| País/Parada (2010)                 | Posição        |
| Austrália - ARIA Charts            | 93             |
| Europa - European Hot 100          | 80             |

| País (2009)    | Associação   | Certificação |
| -------------- | ------------ | ------------ |
| Austrália      | ARIA         | Ouro         |
| Canadá         | Music Canada | Platina      |
| Nova Zelândia  | RIANZ        | Ouro         |
| Estados Unidos | RIAA         | Platina      |
| Reino Unido    | BIP          | Platina      |

## Histórico de lançamento
A obra foi lançada primeiramente nas rádios em 17 de maio de 2009. Mais tarde, foi liberada para download digital nos Estados Unidos e Canadá em 7 de julho de 2009, e lançada em diversos outros países durante o outono de 2009.
| País           | Data                 | Formato          |
| -------------- | -------------------- | ---------------- |
| Estados Unidos | 18 de junho de 2009  | Mainstream       |
| Estados Unidos | 7 de julho de 2009   | download digital |
| Canadá         | 7 de julho de 2009   | download digital |
| Reino Unido    | 4 de janeiro de 2010 | download digital |